# I Camillas
I Camillas sono stati un gruppo musicale italiano originario di Pesaro, formatosi nel 2004. Il loro nome era ispirato a Camilla Shand, seconda moglie di re Carlo III del Regno Unito. Il gruppo si è sciolto nel 2020, in seguito alla morte di uno dei fondatori del gruppo.

## Storia del gruppo
Provenienti da formazioni pesaresi diverse i due fondatori, Ruben e Zagor, rispettivamente da I Margot e da Fangoso Lagoons, decidono di formare gli Aerodynamics e, nel 2000, pubblicano il loro primo album insieme, dal titolo Courmayeur per la Snowdonia dischi. Nel 2004, dopo una breve pausa, si ritrovano di nuovo insieme nella formazione del duo I Camillas. Dopo alcuni anni di concerti nel panorama provinciale, incidono un EP intitolato Everybody in the palco!  (pubblicato per la loro etichetta indipendente I Dischi di Plastica) nel 2007 e si affermano con Le politiche del prato (pubblicato da I Dischi di Plastica e Wallace Records), nel 2009. Con quest'ultima promuovono e portano alla luce artisti come Pop X. Definiscono il loro genere come un pop surreale, giocoso e dolce-amaro.
Nel 2012, per Garrincha Dischi, Wallace Records, Mangiarebene dischi e Tafuzzy incidono Costa Brava. La produzione del disco è affidata al futuro batterista del gruppo, Enrico Liverani.
Nel 2013, con gli X-Mary, pubblicano uno split album in vinile denominato X-MARILLAS (Wallace Records e Mangiarebene dischi).
Nel 2014, assieme a Calcutta, Pop X e Gioacchino Turù, formano Un pacchetto di plastica, una collaborazione di artisti che ha attraversato l'Italia suonando insieme ai concerti.
Il loro successo aumenta anche grazie alla loro partecipazione a Italia's Got Talent nel 2015, dove hanno raggiunto la fase finale con i brani Il gioco della palla e Bisonte, entrambe dall'album Le politiche del prato. Da questo evento si ritroveranno ben presto a suonare in svariati locali di tutta la penisola.
Sempre nel 2015 pubblicano un libro per Il Saggiatore, La rivolta dello zuccherificio.
Per la stesura del nuovo album Tennis d'amor si affianca al duo Michael Camillas, divenendo il nuovo batterista del gruppo. Questo album segna un cambiamento di genere musicale, che acquisisce uno stile più punk, naturale e meno morbido rispetto ai precedenti. All'album partecipano Giuseppe Genna, Mina Suzuki e Calcutta.
Nel 2016 realizzano la sigla di Colorado, intitolata Nananana, pubblicata successivamente in Discoteca rock.
La Gialappa's Band, nel 2018, ha scelto Il gioco della palla come sigla per Rai dire Nazionale. Nello stesso anno allargano ancora la loro formazione introducendo Theodore Camillas, il bassista e, mantenendo lo stile del precedente album, pubblicano Discoteca rock per Trovarobato. Il moog del brano di apertura è affidato a Tony Pagliuca.
Il 14 aprile 2020 Mirko "Zagor Camillas" Bertuccioli, uno dei due fondatori del gruppo, muore a 46 anni all'ospedale San Salvatore di Pesaro a causa del COVID-19.
Nel settembre 2020 viene loro conferita la Targa alla carriera e si esibiscono per l'ultima volta sul palco di Musica da bere insieme a Giacomo Laser; l'edizione del concorso viene dedicata alla memoria di Mirko. In seguito decidono di formare, dalle ceneri de I Camillas, un nuovo gruppo: I Crema.
Nell'aprile 2021 Ruben Camillas ha pubblicato I Camillas, che storia, libro che ripercorre la storia del gruppo, ricco di aneddoti e ricordi.

## Formazione
- Zagor Camillas (aka Mirko Bertuccioli) – tastiere, voce (2004-2020)
- Ruben Camillas (aka Vittorio "Toto" Ondedei) – chitarre, voce (2004-2020)
- Michael Camillas (aka Enrico Liverani) – batteria (2015-2020)
- Orson Camillas (aka Lorenzo Scarpetti) – contrabbasso (2007-2009)
- Theodore Camillas (aka Daniel Gasperini) – basso (2018-2020)

## Discografia
Album in studio
- 2009 – Le politiche del prato
- 2012 – Costa Brava
- 2016 – Tennis d'amor
- 2018 – Discoteca rock

EP
- 2007 – Everybody in the palco!

Remix
- 2014 – Magico mondo (con gli Stri)
- 2019 – La macchina dell'amore (con Durmast)

Split
- 2013 – X-MARILLAS (con gli X-Mary)

Album dal vivo
- 2013 – No More Canzoni

Collaborazioni
- 2016 – Cosmicomio (album dei Duo Bucolico, contiene "Barbanera")
- 2018 – Misano/Brasile (album dei The Faccions, contiene "Miami Mike")
- 2019 – Allora va (singolo di Teo Wise)
- 2022 – Piromani (singolo de I Camillas insieme a Durmast e Invell)

## Libri
- 2015 – La rivolta dello zuccherificio, Il Saggiatore, Milano. ISBN 978-88-42-82073-4[15]
- 2020 – La storia della musica del futuro, People Records, Firenze. ISBN 8832089602[16]
- 2021 – I Camillas, che storia, People Records, Firenze. ISBN 979-1280105554[17]